# Cymolutes torquatus
Cymolutes torquatus (Valenciennes, 1840) è un pesce di acqua salata appartenente alla famiglia Labridae.

## Distribuzione e habitat
Proviene dalle barriere coralline dell'oceano Pacifico e dell'oceano Indiano, in particolare da Isole Marchesi, Isola di Lord Howe, Giappone, Seychelles, Kenya e Mozambico. Si trova negli estuari dei fiumi, di solito in zone con fondali sabbiosi fino a una profondità di 20 m; i giovani prediligono le zone ricche di vegetazione acquatica.

## Descrizione
Presenta un corpo allungato, leggermente compresso lateralmente, con la testa dal profilo arrotondato, a volte quasi schiacciato. La colorazione è prevalentemente verdastra, scura sul dorso, con diverse striature tendenti al rossastro nella parte posteriore. Dietro la testa sono presenti due strisce nere verticali; gli occhi sono arancioni. La pinna dorsale è lunga, bassa e rossa, come il bordo arrotondato della pinna caudale, mentre la pinna anale è gialla. La lunghezza massima registrata è di 20 cm.

## Comportamento
Questa specie predilige i fondali sabbiosi perché è capace di nascondersi nella sabbia se minacciata. È prevalentemente solitaria.

## Conservazione
È una specie difficile da catturare sia per l'uomo che per i predatori, ed è abbastanza comune nel suo areale, quindi viene classificata come "a rischio minimo (LC) dalla lista rossa IUCN.